# Rio Compagny
Rio Company située dans la préfecture de Boké et la région de Boké dans la partie ouest de république de Guinée. à 190 km au nord-ouest de Conakry. Rio Compagny se jette dans l'océan Atlantique.

## Climat
Le Rio compagny a un climat de la savane. La température moyenne est de 22 °C. Le mois le plus chaud est mai, le 26 °C, et le mois d'août le plus froid, à 18 °C. La pluviométrie moyenne est de 2,250 millimètres par an. Le mois le plus humide est août, avec 752 millimètres de pluie, et le plus sec est janvier, avec 1 millimètre.